# Alice Adair
Alice Adair (* 26. Juni 1966 in Colorado Springs) ist eine US-amerikanische Schauspielerin.

## Leben
Alice Adair wuchs im US-Bundesstaat Colorado auf. Von 1986 bis Mitte der 1990er-Jahre wirkte sie als Schauspielerin in mehreren Filmen und vor allem in Fernsehserien mit. Zudem wirkte sie im Jahr 1985 im Musikvideo des Songs Holyanna der US-amerikanischen Rockband Toto mit.
Von 1988 bis 1994 war Adair mit dem Schauspieler und Regisseur Josh Brolin verheiratet. Aus der Ehe gingen der Sohn Trevor Brolin (* 1988) und die Tochter Eden Brolin (* 1993) hervor.

## Filmografie
- 1985: Toto – Hollyanna (Musikvideo)
- 1986: Miami Vice (Fernsehserie, 3 Folgen)
- 1987: Jung und Leidenschaftlich – Wie das Leben so spielt (Fernsehserie, 2 Folgen)
- 1987: Private Eye
- 1987: Beverly Hills Cop II
- 1987: The Wild Party
- 1988: Desperado 3 – Entscheidung in Devil’s Ridge
- 1988: Der Ritt in die Hölle
- 1988: MacGyver (Fernsehserie, 1 Folge)
- 1988: Unter der Sonne Kaliforniens (Fernsehserie, 3 Folgen)
- 1989: Zurück in die Vergangenheit (Fernsehserie, 5 Folgen)
- 1989: California Clan (Fernsehserie, 2 Folgen)
- 1989: Mord ist ihr Hobby (Fernsehserie, 1 Folge)
- 1989: Reich und Schön (Fernsehserie, 2 Folgen)
- 1990: Die jungen Reiter (Fernsehserie, 1 Folge)
- 1992: Szuler
- 1993: Beverly Hills, 90210 (Fernsehserie, 4 Folgen)
- 2015: Rideshare (Horror-Kurzfilm)